# Jaime Sánchez
Jaime Sánchez (ur. 17 lipca 1927) – boliwijski strzelec, olimpijczyk. 
Brał udział w igrzyskach w latach 1972 (Monachium) oraz 1976 (Montreal). Dwukrotnie startował w konkurencji pistoletu dowolnego (50 metrów); w Monachium zajął 53. miejsce, a w Montrealu 39. lokatę ex aequo z Javierem Padillą z Meksyku. 

## Wyniki olimpijskie
| Igrzyska | Konkurencja            | Wynik                           | Miejsce |
| -------- | ---------------------- | ------------------------------- | ------- |
| IO 1972  | Pistolet dowolny, 50 m | 514 punktów (84-91-89-88-79-83) | 53.     |
| IO 1976  | Pistolet dowolny, 50 m | 531 punktów (88-91-89-89-89-85) | 39.     |